# Russischer Bär (Nationalallegorie)
Der Russische Bär ist – neben Mütterchen Russland – eine nationale Personifikation Russlands, die in Westeuropa, primär in Großbritannien, besonders oft während des Kalten Krieges verwendet wurde. Ihren Ursprung hat die Versinnbildlichung westlichen Reisenden zu verdanken. Ganz besonders Sigismund von Herberstein – ein österreichischer kaiserlicher Rat und Gesandter am Russischen Hof – hat 1549 mit seinem niedergeschriebenen Reisebericht in der Landeskunde Rerum Moscoviticarum Commentarii (Notes on Muscovite Affairs) das Symbol des „Russischen Bären“ geprägt.
Meist wird dabei auf die Größe Russlands angespielt. Seit dem 20. Jahrhundert wird das Symbol auch von den Russen selbst verwendet. So wurde als Maskottchen für die Olympischen Sommerspiele 1980 in Moskau der Bär Mischa ausgewählt. Die Allegorie findet sich auch im Logo der Partei Einiges Russland wieder. Der Spitzname der russischen Rugby-Union-Nationalmannschaft Medwedi („die Bären“) leitet sich ebenfalls vom Russischen Bären ab und die Mannschaft trägt den Sohlengänger im Wappen.

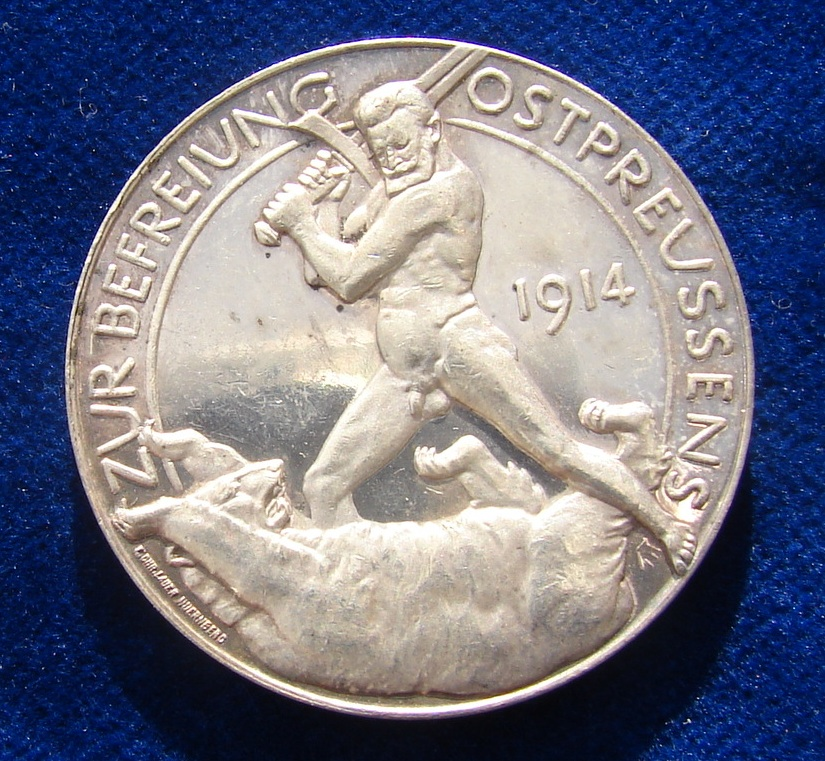
Erster Weltkrieg: Silbermedaille 1914 von August Hummel (Rückseite) zur Befreiung Ostpreußens: Der nackte Hindenburg schlägt den russischen Bären.
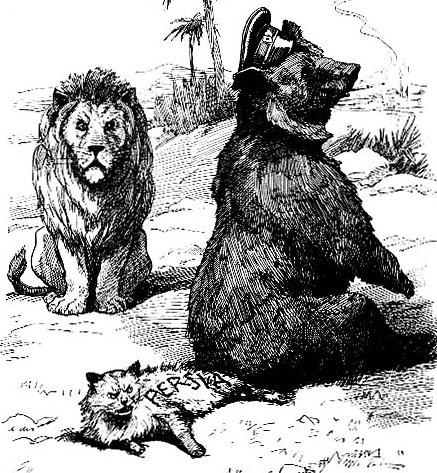
The Great Game: Russland (der Bär) sitzt auf Persien (der Katze) und Großbritannien (der Löwe) beobachtet
Logo der Partei Einiges Russland
Mischka, Maskottchen der Olympischen Sommerspiele 1980
Logo der russischen Rugby-Union-Nationalmannschaft